# Moritz Leitner
Moritz Leitner (München, 1992. december 8. –) német-osztrák labdarúgó, posztját tekintve középpályás. A 2013–14-es és 2014–15-ös szezont kölcsönben a VfB Stuttgart csapatánál töltötte.

## Pályafutása

### Klub csapatok

#### Fiatal évei
Leitner az FC Ismaning csapatánál kezdte elsajátítani a futball alapjait. 1998-ban csatlakozott a TSV 1860 München akadémiájához. Az 1860 München-nél szerepelt az összes korosztályos csapatban. A 2009/10-es szezonban 4 mérkőzésen szerepelt az U-19-es bajnokságban, de továbbra is az U17-es csapat tagja volt.

#### 1860 München
Leitner a 2010-11-es szezon előtti felkészülésen az első csapatban töltötte, néhány mérkőzésen szerepelt. 2010. augusztus 14-én debütált az 1860 München-nél. Kilenc nappal később a Bundesliga 2 szezonnyitó mérkőzésén is pályára lépett VfL Bochum ellen.

#### Borussia Dortmund
2011. január 1-jén a Bundesligában szereplő Borussia Dortmund csapatába szerződött, 2015 nyaráig szóló szerződést írt alá.

#### Augsburg (kölcsönben)
A 2010-11-es szezonban nem lépett pályára a Dortmund színeiben, mivel kölcsönben a Bundesliga 2-ben szereplő FC Augsburg csapatába került kölcsönben, ahol 9 mérkőzésen szerepelt.

#### VfB Stuttgart (kölcsönben)
2013 nyarán a Dortmund két évre kölcsönadta a Stuttgartnak.

#### Norwich City
2018. január 25-én 6 hónapra került kölcsönbe az angol Norwich City csapatához. Két nappal később bemutatkozott a Brentford elleni bajnoki mérkőzésen. Június 26-án véglegesen a klubhoz kerül és négy évre szóló szerződést kötöttek.

#### Zürich
2021. augusztus 7-én a svájci Zürich együtteséhez igazolt.

### Válogatott
Leitner szerepelt az osztrák U17-es válogatottban egy nemzetközi mérkőzésen. 2010. szeptember 6-án a német U19-es válogatott keretébe bekerült, a dán válogatott ellen. 2011. augusztus 9-én egy 4-1-es győzelemmel debütált Ciprus ellen az U21-es válogatottban.

## Sikerei, díjai
- Borussia Dortmund:
  - Bundesliga bajnok (1): 2011–12
  - Német kupa győztes (1): 2011–12
  - Bajnokok ligája döntős (1): 2012–13

- Norwich City:
  - EFL Championship bajnok (1): 2018–19

## Fordítás
Ez a szócikk részben vagy egészben  a   Moritz Leitner című német Wikipédia-szócikk fordításán alapul.  Az eredeti cikk szerkesztőit annak laptörténete sorolja fel. Ez a jelzés csupán a megfogalmazás eredetét és a szerzői jogokat jelzi, nem szolgál a cikkben szereplő információk forrásmegjelöléseként.